# Furacão Florence (1994)
O Furacão Florence foi uma tempestade, que no final da temporada de furacões se manteve durante uma semana em águas aberta no Atlântico central, antes de ser absorvida por um grande ciclone extratopical. Com ventos máximos de 175 km/h) e uma pressão mínima de 972 mbar, o furacão Florence foi a tempestade mais forte da ano de 1994. Desenvolveu-se no final de outubro de um área de baixa pressão associada com um sistema frontal localizado a 1.850 km ao leste-sudeste das Bermudas. O sistema foi conseguindo melhor organização e foi classificado como uma depressão subtropical a 2 de novembro. Intensificou-se numa tempestade subtropical pouco depois, antes de debilitar a uma depressão ao dia seguinte.
Foi ganhando características tropicais ao longo do dia 3 de novembro, e foi designada como a depressão tropical Onze. Intensificou-se rapidamente na tempestade tropical Florence, a sexta nomeada na temporada. E rapidamente passou a um furacão de categoria 1. E chegou a categoria 2 a 7 de novembro. No entanto, um grande ciclone extratropical localizado ao norte causou que o furacão rapidamente acelerasse, com uma velocidade de avanço de 93 km/h. Ao dia seguinte, Florence perdeu intensidade, enquanto ainda tinha ventos com força de furacão, quando foi absorvido pelo ciclone extratropical.

## História meteorológica
As origens de Florence remontam-se a um área de baixa pressão que se desenvolveu no final de outubro com um sistema frontal estacionário que se encontrava a 1.850 km ao leste-sudeste das Bermudas. A borrasca gradualmente foi-se separando da frente e começou a desenvolver-se. Na manhã da 2 de novembro, o sistema não era totalmente tropical, os ventos mais fortes se registaram a uns trezentos quilómetros do centro, e foi classificado como um ciclone subtropical. A intensificação seguiu pouco depois e a depressão subtropical aumentou de intensidade para uma tempestade subtropical. Isto se baseou em relatórios de um navio que reportou ventos sustentados de 65 km/h associados com o sistema. A 3 de novembro, a tempestade desorganizou-se e degradou-se a depressão subtropical. Pela tarde, o sistema subtropical começou a experimentar uma transição de um sistema subtropical a sistema tropical. Mais tarde nesse mesmo dia, a tempestade foi classificada como a depressão tropical Onze enquanto se encontrava a 1.400 km ao leste-sudeste das Bermudas. A depressão se moveu para o noroeste a 13 km/h e o mesmo foi afectado por um grande frente no nível superior situado sobre o sistema, fazendo que Onze se movesse pela periferia da frente.
A depressão foi actualizada a tempestade tropical no dia seguinte. No entanto, a tempestade não era completamente tropical, devido à influência da frente superior, mas teve uma ligeira melhoria. Pela tarde da 4 de novembro, completou a sua transição a ciclone tropical e a convecção profunda desenvolveu-se, causando que a tempestade rapidamente se intensificasse; com os ventos incrementando-se em 30 km/h em pouco mais que 6 horas. A tendência na intensificação se revelou que continuasse e Florence converter-se-ia no segundo furacão da temporada em 12 horas. Mais tarde no mesmo dia, foi actualizada a furacão quando uma sólida área de convecção profunda se desenvolveu ao redor do centro de circulação. Um olho também apareceu nos infravermelhos do satélite mas não foi associado com um significativo fortalecimento. Florence foi-se lentamente intensificando à medida que o olho persistia e a estrutura sofria uma ligeira melhoria. Na manhã de 6 de novembro, o olho ficou menos definido e as nuvens altas ao redor dele se aqueciam. A tempestade também mudou o seu movimento para o norte, uma frente localizada ao sudeste começou a se mover para o este, movendo a Florence com ele. Quando a frente se moveu mais para o este, as correntes na zona de Florence o debilitaram, deixando à tempestade estancada na noite da 6 de novembro.
Na manhã de 7 de novembro, o olho começou a reaparecer e a tempestade girou para o noroeste e a velocidade do movimento começou a aumentar rapidamente. Mais tarde nessa manhã, Florence tinha desenvolvido um grande olho, de 55 a 65 km e a velocidade do movimento continuou aumentando A intensificação continuou nas horas da tarde, foi actualizada para a categoria 2 com ventos de 155 km/h. Um forte ciclone extratropical localizado ao norte de Florence foi o causante de que se movesse ao noroeste com um movimento rápido de 48 km/h. Operativamente, informou-se de que Florence, atingiu o máximo da sua intensidade, mas a análise posterior determinou que a existência da tempestade atingiu a sua máxima intensidade, pouco menos de furacão maior—uma tempestade com ventos de 178 km/h ou mais— no final de 7 de novembro. Na manhã de 8 de novembro, debilitou-se ligeiramente à categoria 1. O grande sistema no norte seguiu sendo motivo de que Florence se movesse a 93 km/h. Dado que a tempestade estava bem perto de uma frente fria, esperava-se que rapidamente sofresse uma transição para um ciclone extratropical. Mais tarde essa manhã, Florence foi absorvido por uma ciclone extratropical enquanto ainda mantinha ventos com força de furacão.

## Impacto, e nome
Como Florence se manteve sobre as águas abertas do Atlântico central, não se reportaram efeitos, danos ou vítimas mortais. Não teve avisos ou alertas de tempestade tropical, e não se previa que tocasse terra.
Quando a depressão tropical Onze se actualizou à tempestade tropical Florence, foi a sexta vez que o nome de Florence foi usado para um ciclone tropical na bacia do Atlântico e a décima primeira incluindo a bacia do Pacífico oriental. Foi utilizado no Atlântico nos anos 1953, 1954, 1960, 1964, e 1988. No Pacífico oriental, o nome foi utilizado anteriormente nos anos 1963, 1965, 1969, 1973, e 1977. Devido à falta de impacto causado por Florence, o nome não foi retirado e foi re-utilizado no ano 2000, 2006 e em 2018.